# Jadwiga Żylińska
Jadwiga Żylińska z domu Michalska (ur. 17 sierpnia 1910 we Wrocławiu, zm. 25 kwietnia 2009 w Warszawie) – polska pisarka, prozaiczka, eseistka, autorka powieści dla młodzieży, powieści historycznych, słuchowisk i adaptacji.

## Życiorys
Urodziła się w rodzinie Kazimierza Michalskiego (zm. 1956), wojskowego lekarza, uczestnika powstania wielkopolskiego, i Haliny z Adamskich, pianistki. Była starszą siostrą Maliny Michalskiej, założycielki pierwszej w Polsce szkoły hathajogi. Dzieciństwo spędziła w Ostrzeszowie i Ostrowie Wielkopolskim. Absolwentka Gimnazjum Emilii Sczanieckiej w Ostrowie Wielkopolskim. Po zdaniu matury, w 1930 podjęła studia filologii angielskiej na Uniwersytecie w Poznaniu (ukończone w 1935). Od 1934 mieszkała w majątku pierwszego męża Sołopieciszki w Nowogródzkiem. Debiutowała w 1931 tomikiem baśni z własnymi ilustracjami pt. Królewicz grajek. 
Po wybuchu II wojny światowej przebywała krótko we Lwowie, a w 1940 przedostała się do Warszawy, gdzie w czasie okupacji niemieckiej zajmowała się projektowaniem kostiumów teatralnych i udzielaniem lekcji języka angielskiego. Podczas powstania warszawskiego przebywała w Sulejówku, a po wycofaniu się Niemców – w Częstochowie i Krakowie.
W 1946 powróciła do Warszawy. W 1947 współpracowała z czasopismem „Tydzień”, a po jego likwidacji z dwutygodnikiem „Moda i Życie Praktyczne”. Artykuły, prozę, recenzje publikowała na łamach „Tygodnika Powszechnego” (1946–1947), „Odrodzenia” (1947–1948), „Nowej Kultury” (1950–1960), „Twórczości” (1963–2002), „Miesięczniku Literackim” (1968–1978), „Znaku” (1989, 1990, 1994, 1999–2002), „Odrze” (1994), „Kresach” (1996), „Rzeczpospolitej” (1998–2001). 
Od 1951 współpracowała z Polskim Radiem jako autorka słuchowisk oryginalnych i adaptowanych. W okresie PRL-u miewała kłopoty z wydawaniem książek, utrzymując się wówczas z korepetycji języka angielskiego.
Na podstawie jej opowiadania i scenariusza pt. Rozstanie Wojciech Jerzy Has nakręcił film o tym samym tytule (Rozstanie, premiera: 23 marca 1961). 
W latach 1948–1983 była członkinią Związku Literatów Polskich, od 1964 – Polskiego PEN Clubu (członek Zarządu 1972-1976). Była też członkinią Stowarzyszenia Pisarzy Polskich. W 1993 została członkiem Stowarzyszenia Kultury Europejskiej (SEC).
Mieszkała w Warszawie przy ul. Wiślickiej.
Dwukrotnie zamężna. Pierwszym mężem był Wiktor Żyliński, inżynier rolnik, który zaginął podczas II wojny światowej. W 1956 wyszła za mąż za Jerzego Komorowskiego, inżyniera rolnika.

## Twórczość
- Tajemniczy zamek (1934, pod nazwiskiem Jadwiga Woyszyn-Żylińska)
- Krzyk czajki (1936) (nowela, „Bluszcz” 1936, nr 35–36)
- Gość wigilijny (1936) (nowela, „Bluszcz” 1936, nr 51–52)
- Prawo Webera (1938) („Bluszcz” 1938, nr 25–26)
- Amy i Jo (1938) (opowiadanie, „Bluszcz” 1938, nr 31–37)
- Cierń (1938)
- Krzysztof i Marianna (1938) („Tygodnik Ilustrowany” 1938 nr 51/52, 1939 nr 1–7)
- Muzykanci z Bremy (opowiadania, Czytelnik 1955)
- Stig Ulsen i Rozamunda (powieść, Wydawnictwo Literackie 1956)
- Odzyskana korona (opowieść, Iskry 1958)
- Złota włócznia t. 1-2 (powieść, Państwowy Instytut Wydawniczy 1961, 1964, 1968, 1974, 1976, 1989, ISBN 83-06-01698-X)
- Dzikie ptaki (opowiadania, Wydawnictwo Łódzkie 1962)
- Tajemnica Sędziwoja (utwór dla dzieci, Ruch 1962, 1964, Krajowa Agencja Wydawnicza 1975, ilustr. Stanisław Töpfer)
- Na bursztynowym szlaku (utwór dla dzieci, Ruch 1964)
- Legenda o Liczyrzepie (opowieść, Nasza Księgarnia 1965)
- Dom, którego nie ma. Wspomnienia (Czytelnik 1967, 1970, łącznie z Drogami, które prowadzą dalej, 1983)
- Piastówny i żony Piastów (opowieści, Państwowy Instytut Wydawniczy 1967, 1969, 1975, 1982, ISBN 83-06-00687-9)
- Hervör i bracia (opowiadania, Państwowy Instytut Wydawniczy 1969, jako Hervör i jej bracia: Czytelnik 1971, seria: „Głowy Wawelskie”)
- Drogi, które prowadzą dalej (wspomnienia, Czytelnik 1972, wspólnie z Domem, którego nie ma, 1983)
- Kapłanki, amazonki i czarownice. Opowieść z końca neolitu i epoki brązu 6500-1150 p.n.e. (opowieści, Państwowy Instytut Wydawniczy 1972, 1978, 1981, ISBN 83-06-00426-4, 1986, ISBN 83-06-01425-1, Kopia 2001, ISBN 83-86290-43-9)
- Mistrz Dedal (utwór dla młodzieży; ilustr. Bohdan Wróblewski, Krajowa Agencja Wydawnicza RSW „Prasa, Książka, Ruch” 1973, Krajowa Agencja Wydawnicza 1976)
- Opowieść o Heraklesie (utwór dla młodzieży, ilustr. Janusz Towpik, Krajowa Agencja Wydawnicza RSW „Prasa, Książka, Ruch” 1973, Krajowa Agencja Wydawnicza 1976)
- Tezeusz i Ariadna (utwór dla młodzieży, ilustr. Janusz Towpik, Krajowa Agencja Wydawnicza RSW „Prasa, Książka, Ruch” 1973, Krajowa Agencja Wydawnicza 1976)
- Młodość Achillesa (ilustr. Janusz Towpik, Krajowa Agencja Wydawnicza RSW „Prasa, Książka, Ruch” 1974, 1976)
- Wyprawa po złote runo (utwór dla młodzieży, ilustr. Janusz Towpik, Krajowa Agencja Wydawnicza RSW „Prasa, Książka, Ruch” 1976, Krajowa Agencja Wydawnicza 1976)
- Gospoda samobójców (opowiadania, Czytelnik 1976, 1978, 1981, ISBN 83-07-00389-X)
- Do kogo należy świat? (opowiadania, Państwowy Instytut Wydawniczy 1977)
- Gwiazda spadająca (powieść, Czytelnik 1980, ISBN 83-07-00142-0, 1985, ISBN 83-07-00142-0)
- Wyspa Dziwnego Żartu (opowiadania, Czytelnik 1982, ISBN 83-07-00662-7)
- Dom którego nie ma. Drogi, które prowadzą dalej (wspomnienia, Czytelnik 1983, ISBN 83-07-00950-2)
- Spotkania po drugiej stronie lustra (opowiadania, Państwowy Instytut Wydawniczy 1986, ISBN 83-06-01385-9)
- Oto minojska baśń Krety (opowiadania dla młodzieży, ilustr. Elżbieta Gaudasińska, Krajowa Agencja Wydawnicza 1986, zawiera drukowane uprzednio tomy: Opowieść o Heraklesie, Mistrz Dedal, Tezeusz i Ariadna, Wyprawa po Złote Runo, Młodość Achillesa, ISBN 83-03-01226-6 [brosz.], ISBN 83-03-01227-4 [opr.])
- Gra w tarota (opowiadania, Czytelnik 1987, ISBN 83-07-01618-5)
- Miasteczko rodzinne (opowiadanie, Ostrów Wielkopolski: Muzeum Miasta Ostrowa Wielkopolskiego 2000, ISBN 83-909993-9-0)
- Podróż w głąb czasu (wspomnienia, Poznań: Towarzystwo Przyjaciół Ziemi Ostrzeszowskiej. Klub 2001, ISBN 83-907739-4-5)

## Ordery i odznaczenia
- Krzyż Kawalerski Orderu Odrodzenia Polski (1972)[2]
- Złoty Medal „Zasłużony Kulturze Gloria Artis” (2009)[4]
- Medal 90-lecia Stowarzyszenia Autorów ZAiKS (2009)[5]

## Nagrody
- I nagroda na konkursie Wydawnictwa Bluszcz za nowelę Spotkanie (1939)[6]
- Nagroda Fundacji Piotra Büchnera za twórczość prozatorską (1993)[7]

## Upamiętnienie
W Ostrowie Wielkopolskim została uhonorowana ulicą swojego imienia.